# 震災遺構

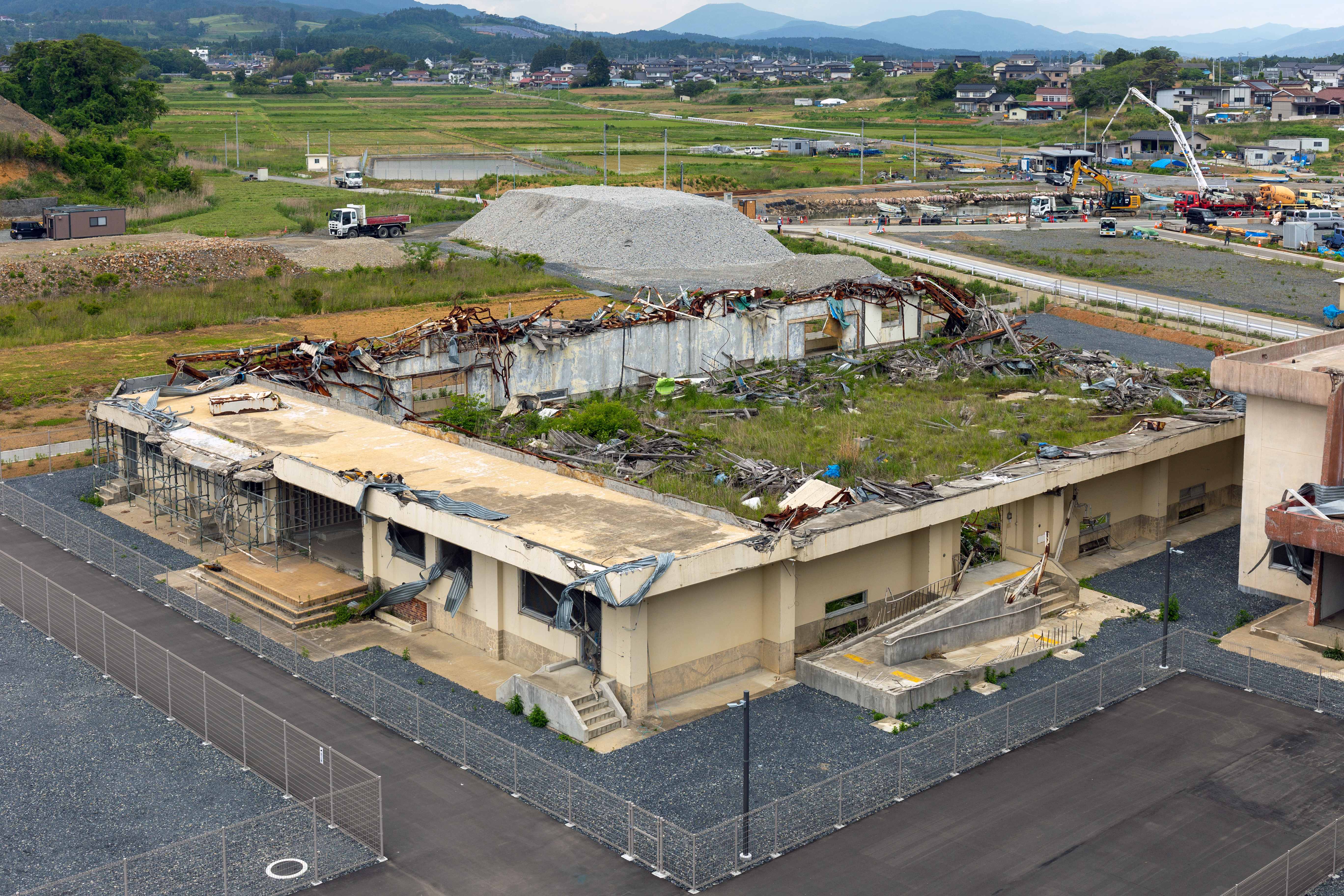
気仙沼市東日本大震災遺構・伝承館では、津波で天井が流された宮城県気仙沼向洋高等学校の体育館が震災遺構として展示されている。

震災遺構（しんさいいこう）とは、震災が原因で倒壊・損傷した建物などであるが、次世代に向けて震災が起きたという記憶や教訓のために、取り壊さないで保存しておくというものである。

## 概要
2011年（平成23年）3月11日に発生した東日本大震災では、幾つかの倒壊した建物を震災遺構という形での保存を求める声があるが、それをするためには多額の費用がかかったり、震災の辛い記憶を思い出したくないと思う者も多いことから、保存の是非について検討が続けられていたり、震災遺構とならずに取り壊されてしまった建物は多い。
2013年（平成25年）11月15日、復興庁は、復興交付金により、保存にかかる初期費用、もしくは保存しない場合はその撤去費を支援することを発表。支援対象は市町村ごとに1カ所まで。支援第１号として、宮古市に存在していた「たろう観光ホテル」が選ばれた。2020年までに9件が整備された。維持管理費までは支援に含まれておらず、風化による寄付金の減少など長期維持が問題となっている。これに続いて、数多くの建物が震災遺構として保存するべきとされ、そのための費用を国に求める運動が、各地で行われている。

## 主な震災遺構
日本
- 熊本地震 (2016年) - 阿蘇大橋（熊本県南阿蘇村）[4]ほか、点在する震災遺構58カ所を回廊型フィールドミュージアム「熊本地震 記憶の廻廊」とし、整備・保存
- 東日本大震災（2011年）
  - 東日本大震災#震災遺構・震災伝承施設参照
- 阪神・淡路大震災（1995年）
  - 神戸港震災メモリアルパーク（神戸市） - 岸壁の一部
  - 北淡震災記念公園（淡路市） - 「神戸の壁」
- 関東大震災（1923年）
  - 山手80番館遺跡（横浜市）
  - 二代目横浜駅舎
- 新潟県中越地震（2004年） - 新潟県中越地震#メモリアル施設
- 岩手宮城内陸地震
  - 祭畤大橋
- 濃尾地震
  - 地震断層観察館・体験館 - 震災で現れた断層を保存

他
- 四川大地震（2008年）
  - 北川県本町地震遺跡（中国語版）
  - 映秀鎮（中国語版）
- 921大地震（1999年）
  - 集集武昌宮（中国語版）（台湾南投県集集鎮）